# Kabupaten Hulu Sungai Utara
Kabupaten Hulu Sungai Utara är ett kabupaten i Indonesien.   Det ligger i provinsen Kalimantan Selatan, i den nordvästra delen av landet, 1 000 km öster om huvudstaden Jakarta. Antalet invånare är 209 246.